# Nowoczerkutino
Nowoczerkutino (ros. Новочеркутино) – wieś (sieło) w Rosji, w obwodzie lipieckim, w rejonie dobrińskim. W 2010 liczyła 500 mieszkańców.